# Мар Авген
Мар Авген (иначе Авгин, Евген, Евгений; сир. ܡܪܝ ܐܘ, араб. اوجين‎) — христианский святой, преподобный, чудотворец. В сирийской традиции — основатель монашества в Персии. В Сиро-яковитской церкви память совершается 3 марта, 20/21 апреля, 2 и 15 ноября, в восточно-сирийской традиции память совершается в 1-ю или 3-ю пятницу периода обновления церкви.

### Исследования
Достоверность исторических сведений, изложенных в житии ставится под сомнение учёными, поскольку в нём присутствует много эпических элементов. Впервые житие Мар Авгена было опубликовано учёным и священником Халдейской церкви Полем Беджаном в 1892 году по двум рукописям XII и XIX веков. Первое значительное исследование жития Мар Авгена было предпринято французским сирологом Жеромом Лабуром. Лабур подверг сомнению сведения, изложенные в житии, поскольку о Мар Авгене нет упоминаний ни у церковных историков того времени Созомена и Феодорита Кирского, ни в деяниях соборов Церкви Востока V-VII веков, ни в монастырских правилах VI века. Также крупнейший богослов Церкви Востока VII века Баввай Великий называет «отцом монахов» преподобного Авраама Кашкарского (умер около 588 года). Однако в более поздних рукописях Церкви Востока, Мар Авген называется основателем монашества в Персии. По мнению Лабура это было связано с тем, что вероятно, Мар Авген являлся основателем или эпонимом яковитского монастыря в Тур-Абдине, где о нём сложилась легенда, как о родоначальнике монастырей в Месопотамии. Данную гипотезу Лабура поддерживал исследователь-сиролог Артур Выыбус.
В начале XX века текстологический анализ жития был проведён русским учёным А. П. Дьяконовым, а сотрудник Урмийской миссии иеромонах Пимен (Белоликов) осуществил перевод жития Мар Авгена на русский язык.

## Житие
Мар Авген родился в египетском городе Клисме (район современного Суэца) и был ловцом жемчуга, свой заработок жертвовал на храмы и раздавал бедным, при этом уже в те годы обладал даром чудотворения. Евгений поселился в монастыре Пахомия Великого, затем удалился в Нитрию, а после этого с 70-ю учениками прибыл в Месопотамию, в Нисибин на римско-иранскую границу. Мар Авген со своими учениками обосновался на горе Изла, где была основана обитель и инициировал избрание Иакова епископом Нисибина. К концу жизни Мар Авгена община насчитывала около 350 монахов. Воспользовавшись расположением персидского шаха Шапура II он получил разрешение на строительство монастырей в Бет-Хузайе (в Хузестане на юго-западе Ирана). Деятельность Евгения укрепила христианство в Месопотамии и способствовала развитию монашества в Иране.